# Stephen Twigg
Stephen Twigg (né le 25 décembre 1966) est un homme politique du Parti travailliste britannique qui est député d'Enfield Southgate de 1997 à 2005 et de Liverpool West Derby de 2010 à 2019.
Il connaît la notoriété nationale en 1997 en remportant le siège du secrétaire à la Défense Michael Portillo. Twigg est nommé ministre d'État aux normes scolaires en 2004, poste qu'il occupe jusqu'à ce qu'il perde son siège en 2005. Il est réélu au parlement en 2010, comme député de Liverpool West Derby lorsque le député sortant, Bob Wareing prend sa retraite.
À la suite de l'élection d'Ed Miliband à la direction travailliste, il fait de Twigg un ministre fantôme du ministère des Affaires étrangères. Lors de son remaniement d'octobre 2011, Miliband nomme Twigg au poste de Secrétaire d'État à l'Éducation du cabinet fantôme . Cependant, le 7 octobre 2013, il est remplacé dans le cadre du remaniement.
En août 2020, Stephen Twigg est nommé 8e secrétaire général de l'Association parlementaire du Commonwealth.

## Jeunesse
Twigg fait ses études à l'École primaire de Grange Park et à l'école Southgate, une école polyvalente locale, et au Balliol College, à Oxford, où il étudie la Philosophie, politique et économie.
Il devient le plus jeune et le premier président ouvertement gay de l'Union nationale des étudiants en 1990 représentant l'Organisation nationale des étudiants du travail (NOLS). Il est réélu en 1991.
En quittant le NUS, il est élu conseiller dans l'arrondissement londonien d'Islington lors d'une élection partielle de 1992, représentant le quartier Sussex jusqu'en 1997, date à laquelle il démissionne après son élection au parlement. Pendant son mandat au conseil, il est whip en chef et brièvement chef adjoint. Les collègues de quartier de Twigg sont tous deux de futurs collègues travaillistes: Margaret Hodge et Meg Hillier. Il travaille aussi pour la section britannique d'Amnesty International, puis pour le Conseil national des organisations bénévoles.

## Carrière politique

### Député d'Enfield Southgate (1997–2005)
Aux élections de 1997, il est élu au Parlement pour Enfield Southgate, la circonscription dans laquelle il est né et a grandi, avec une majorité de 1 433 voix. Son adversaire conservateur, Michael Portillo, perd 17,4%. Portillo, un ministre du cabinet, avait été largement pressenti pour être le prochain chef conservateur et la perte de son siège est l'un des résultats les plus inattendus de l'élection.
Un livre sur l'élection, de Brian Cathcart s'intitulait Were You Still Up for Portillo? Dans le Royal Festival Hall de Londres, lieu des célébrations du parti travailliste ce soir-là, le résultat suscite une acclamation massive, car Portillo est largement détesté par les partisans du parti travailliste. Twigg est forcé d'abandonner son poste de secrétaire général de la Fabian Society à la suite de cette victoire inattendue dans ce qui était considéré comme un siège conservateur sûr. Il est également inhabituel d'avoir un député britannique ouvertement gay à cette époque.
Aux élections de 2001, Twigg conserve le siège avec une majorité accrue de 5 546 voix sur le conservateur John Flack. Après l'élection de 2001, Twigg est nommé secrétaire parlementaire du chef de la Chambre des communes, Robin Cook, et en 2002 est ministre subalterne au ministère de l'Éducation et des Compétences, d'où il dirige l'initiative London Challenge. En 2004, lors des changements de gouvernement à la suite de la démission de David Blunkett, il est promu ministre d'État chargé des normes scolaires.
Alors qu'il est député, il est président de deux groupes parlementaires transpartis - sur l' épilepsie et sur les problèmes de la jeunesse. Il est un ancien président des Amis travaillistes d'Israël.
Lors des élections de 2005, Twigg perd son siège au profit du candidat du Parti conservateur, David Burrowes, par une marge de 1 747 voix (un swing de 8,7%). Lors de son discours de concession, Twigg affirme qu'il ne serait pas le dernier député travailliste d'Enfield Southgate. En 2017, Bambos Charalambous, le candidat travailliste, est élu pour ce siège.

### Carrière non parlementaire (2005-2010)
Le 12 décembre 2005, Twigg est arrêté dans le centre de Londres ivre dans un lieu public et emmené au poste de police de Marylebone et paye une amende de 50 £.
Twigg devient président de Progress, une organisation indépendante pour les membres du parti travailliste, et directeur du Foreign Policy Center, un Think tank qui développe des approches multilatérales à long terme des problèmes mondiaux. Twigg travaille à l'Aegis Trust entre 2005 et 2010, sur leur campagne d'éducation et de campagne contre le génocide. Il est également un mécène de la Workers Educational Association.

### Député de Liverpool West Derby (2010-2019)

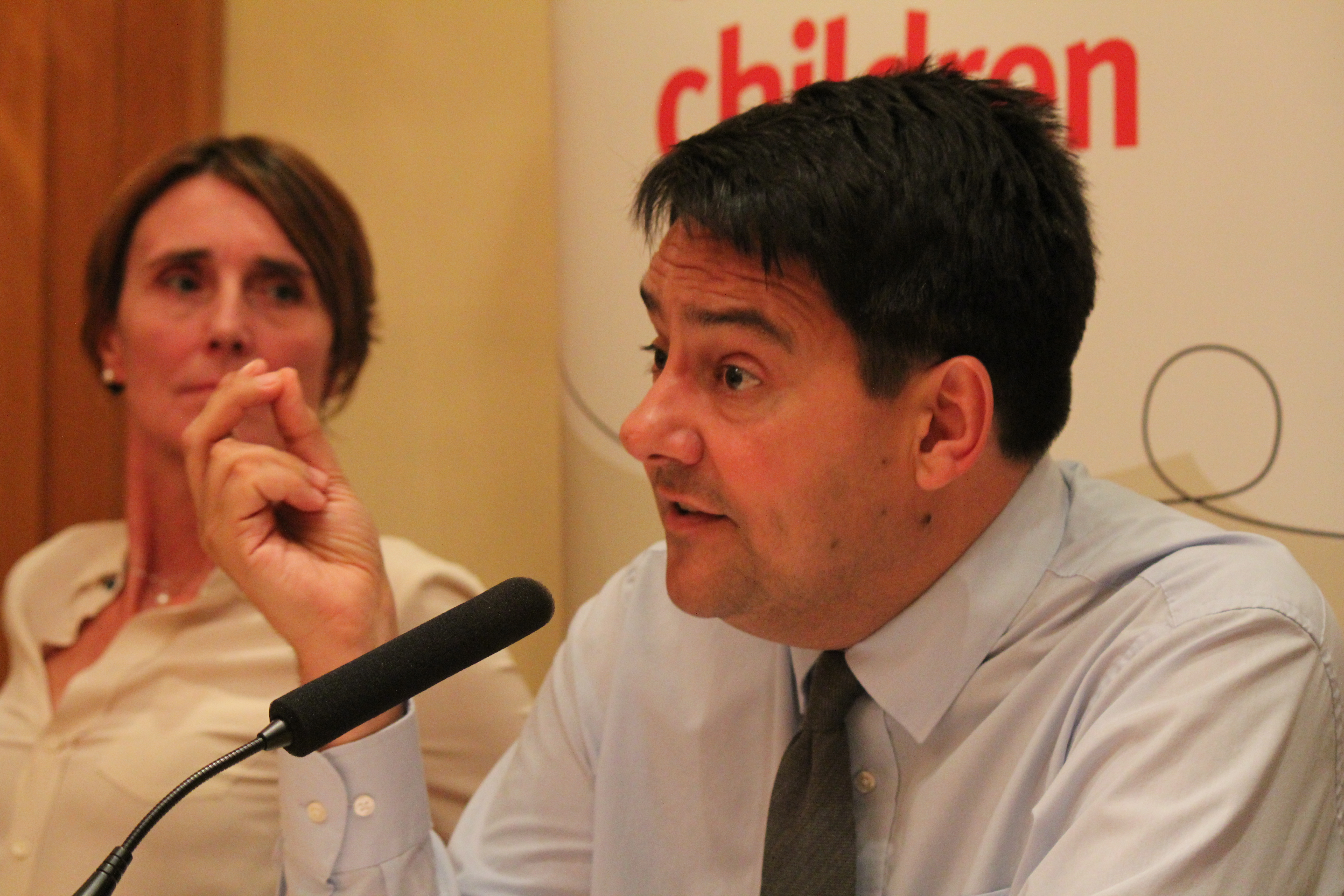
Twigg s'exprimant en 2013

Twigg est choisi comme candidat travailliste pour la circonscription de Liverpool West Derby aux élections générales de 2010. Il est élu avec une majorité de 18 467 voix, recueillant 64,1% des voix.
En octobre 2010, il se présente sans succès à l'élection du cabinet fantôme, se classant 36e sur 49 candidats et remportant 55 voix. Il est par la suite nommé au banc avant travailliste en tant que ministre fantôme dans l'équipe des Affaires étrangères.
Le 7 octobre 2011, il est nommé au poste de secrétaire d'État fantôme à l'éducation, à la suite du remaniement du cabinet fantôme.
Dans le remaniement du cabinet fantôme de 2013, Twigg perd son poste de secrétaire à l'éducation fantôme et est rétrogradé dans l'équipe de justice en tant que ministre fantôme de la réforme constitutionnelle.
Le 19 juin 2015, il est élu président du Comité restreint du développement international. Il soutient Owen Smith lors de l'Élection à la direction du Parti travailliste britannique de 2016.
Twigg se retire aux élections générales de 2019 et est remplacé par Ian Byrne (homme politique), qui conserve le siège du Parti travailliste.
Twigg est un patron des Merseyside Domestic Violence Services, un patron de Kinship Carers Liverpool et un patron de la branche de Merseyside de la Motor Neurone Disease Association.

### Carrière post-parlementaire
En août 2020, Stephen Twigg est nommé 8e secrétaire général de l'Association parlementaire du Commonwealth. L'Association représente les parlementaires et le personnel parlementaire dans environ 180 parlements et législatures du Commonwealth.